# غاري باركنسون
غاري باركنسون (بالإنجليزية: Gary Parkinson)‏ هو لاعب كرة قدم بريطاني في مركز الدفاع، ولد في 10 يناير 1968 في Thornaby-on-Tees ‏ في المملكة المتحدة. لعب مع بريستون نورث إيند وبولتون واندررز ونادي إيفرتون ونادي بلاكبول ونادي بيرنلي ونادي ساوثيند يونايتد ونادي ستاليبريدج سيلتيك ونادي ميدلزبره.

## وصلات خارجية
- غاري باركنسون على موقع قاعدة بيانات كرة القدم.إي يو (الإنجليزية)
- غاري باركنسون على موقع Soccerbase.com (لاعب) (الإنجليزية)
- غاري باركنسون على موقع عالم كرة القدم.نت (الإنجليزية)